# 카를로 골도니

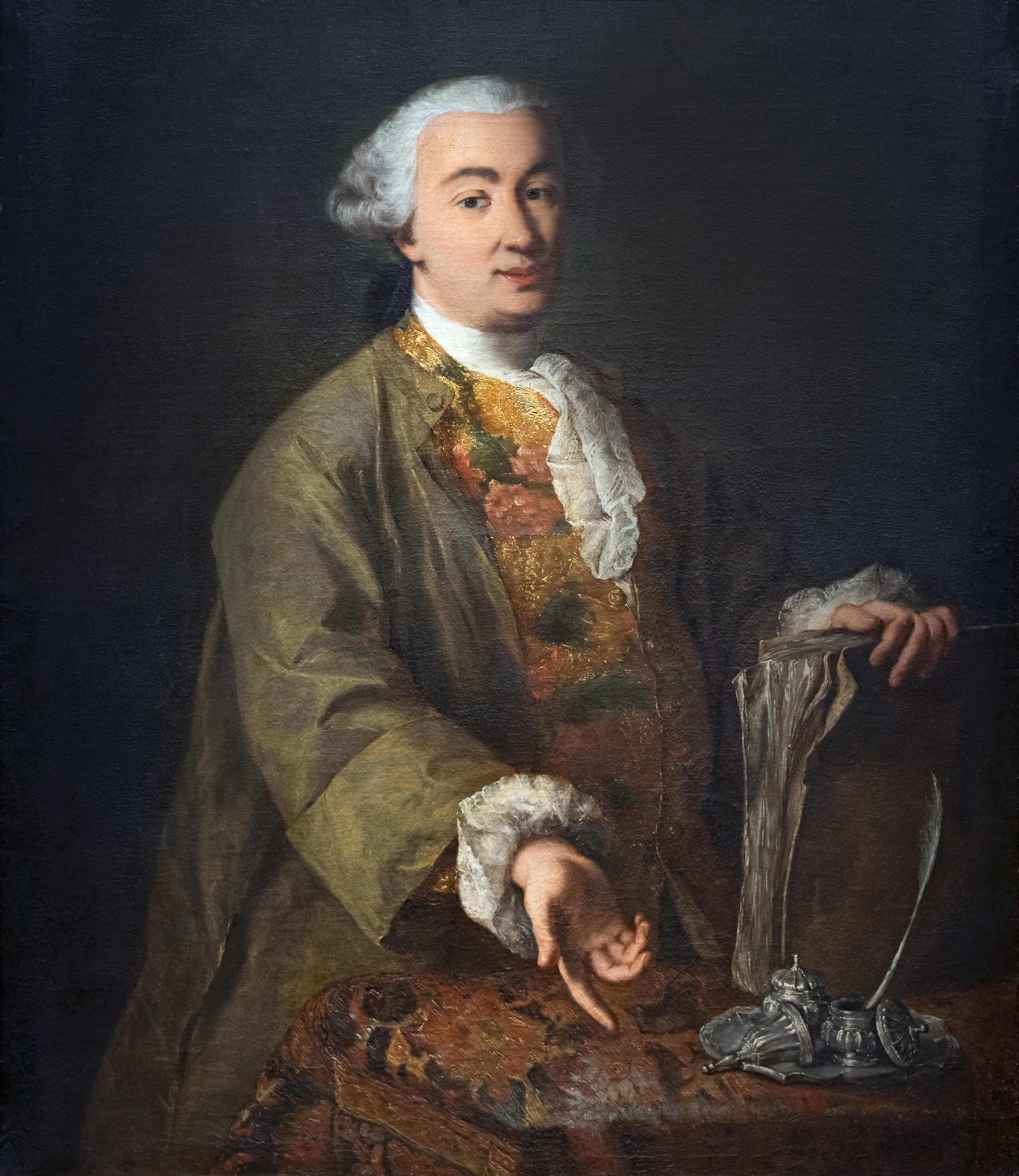
카를로 골도니

카를로 골도니(Carlo Osvaldo Goldoni , 1707년 2월 25일 ~ 1793년 2월 6일)는 이탈리아의 극작가이다. 어린 시절 고전 희극들을 읽으면서 당시 작가들의 구성과 문체상의 기술에 감탄했다. 또한 마키아벨리의 ＜만드라골라＞를 읽고서 그 책의 외설스러움에는 불쾌해했으나 성격을 처리한 방식에 대해서는 몹시 경탄했고 그와 견줄 만한, 그러면서도 난잡하지 않은 이탈리아 희극이 부족하다는 사실에 대해 한탄했다. 그는 이탈리아 희극을 가치 있는 수준으로 끌어올리기 위해 성격희극을 쓰기로 결심한다. 그 결과 골도니는 희비극과 멜로드라마 이외에도 이탈리아어, 베네치아 방언, 프랑스어로 쓴 총 150여 편의 작품들을 남겼다.

## 생애
베네치아에서 출생하였다. 법학부를 졸업했지만 결국 극작 활동에 투신하여 이탈리아어와 베네치아 방언으로 수다한 희극(喜劇)을 썼다. 그간에 이탈리아 희극의 주류를 이루고 있던 콤메디아 델라르테에 대신하여 배우들이 연출할 대사·동작을 자기 자신이 쓰는 형식으로 바꾸어 놓았으며 동시에 종래의 가면 희극 대신에 현실 세계에 입각한 성격희극(性格喜劇)을 완성하였다. 그러나 그 후 극작상의 적대자들의 공격을 받는 바 되어 1762년 파리로 옮겨가 그곳에서 프랑스어로 희극을 쓰기도 하고 왕실의 이탈리아어 교사를 하기도 하면서 일생을 마치었다.
150편에 달하는 극 가운데 대표작으로서는 《골동품상 일가(骨董品商一家)》(1749)와 《거짓말쟁이》(1750), 《커피숍》(1750), 《여관집여주인》(1751), 《부채》(1763) 등을 들 수 있다. 이 밖에 프랑스어로 쓰인 《회상록》(1787)은 그의 일생을 아는 데 없어서는 안 될 귀중한 자료이다.

## 외부 링크

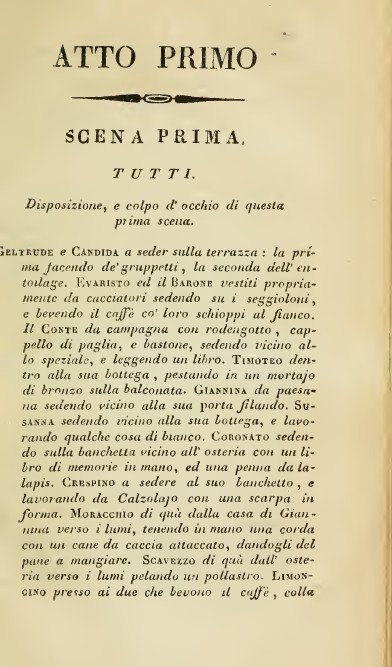
Commedie